# 22.ª Cumbre Ibérica
La 22ª Cumbre Ibérica fue un encuentro bilateral celebrado entre el presidente del Gobierno de España, José Luis Rodríguez Zapatero y el primer ministro de Portugal, José Sócrates, enmarcado en las cumbres anuales bilaterales de los vecinos ibéricos, las llamadas Cumbres Ibéricas.

## La reunión
La Cumbre tuvo lugar en Badajoz entre el 23 y el 25 de noviembre de 2006. En ella se trataron diversos asuntos de trascendencia para ambos países. Fue destacado por los medios de comunicación el hecho de que la ministra de fomento, Magdalena Álvarez no compareciese por estar de viaje en Colombia, dado que uno de los temas de mayor importancia a tratar fue el avance del futuro tren de alta velocidad Madrid-Lisboa, competencia de su ministerio. Además de los jefes de gobierno, comparecieron dieciocho ministros, nueve por cada país.